# 東北薬品
東北薬品株式会社（とうほくやくひん）は、宮城県仙台市新田北に本社を置く主に医薬品・医療機器の卸売りを扱う企業であった。前身は宮城県気仙沼市南町1-3-6に本社を置いていた「山友薬品株式会社」（社長・佐藤友正　資本金・1,000万円）である。宮城県から岩手県南部が営業範囲であった。現在は「東邦薬品」である。

## 概要
- 代表取締役社長　松谷眞

## 沿革
- 1928年創業
- 1970年6月「山友薬品株式会社」の仙台支店の業務を引き継いで「東邦薬品」が51％「山友薬品株式会社」49％の資本投資をして「東北薬品株式会社」を設立
- 1982年10月1日　東邦薬品（東京都）に吸収合併

## 主な取引メーカー
- 田辺製薬
- 三共
- 藤沢薬品
- 第一製薬
- 山之内製薬

## 営業所
仙台市・気仙沼市・釜石市・一関市・古川市・北上市・石巻市